# Chimarrogale sumatrana
Chimarrogale sumatrana là một loài động vật có vú trong họ Chuột chù, bộ Soricomorpha. Loài này được Thomas mô tả năm 1921.

## Hình ảnh